# Rechsteineria splendens
Rechsteineria splendens là một loài thực vật có hoa trong họ Tai voi. Loài này được (Van Houtte ex Hanst.) Kuntze miêu tả khoa học đầu tiên năm 1891.